# جان ام. کلیتون
جان ام. کلیتون (به انگلیسی: John M. Clayton) سناتور سابق عضو حزب ملی جمهوری‌خواه بود. وی در سال ۱۸۲۹ تا ۱۸۳۶ و ۱۸۴۵ تا ۱۸۴۹ و ۱۸۵۳ تا ۱۸۵۵ و ۱۸۵۵ تا ۱۸۵۶ میلادی سناتور ایالت دلاویر در سنای ایالات متحده آمریکا بود.